# Ingvald Gap
Das Ingvald Gap ist ein etwa 175 m hoch gelegener Gebirgspass auf Südgeorgien. Auf der Barff-Halbinsel ermöglicht er den Zugang von der Bucht Godthul in das Reindeer Valley
Das UK Antarctic Place-Names Committee benannte ihn 2014 nach dem norwegischen Walfangunternehmer Ingvald Bryde (1860–1931), der ab 1908 die Walfangstation in der Godthul betrieben hatte.